# Hans Carl Scheibler
Hans Carl Scheibler (* 22. September 1887 in Köln; † 17. Oktober 1963 ebenda) war ein deutscher Unternehmer, niederländischer Generalkonsul und Kunstmäzen.

## Leben und Wirken
Der Sohn des Düngemittelfabrikanten Carl Johann Heinrich Scheibler (1852–1920) und der  Bertha Maria Emilia (Lilla) von Mallinckrodt (1856–1915), Tochter des Kommerzienrates Gustav von Mallinckrodt (1829–1904) und Schwester von dessen gleichnamigem Sohn und Industriellen Gustav von Mallinckrodt, absolvierte nach dem Besuch des Realgymnasiums eine kaufmännische Lehre. Im Jahr 1906 trat er in die Chemische Fabrik Kalk (CFK) ein, in der sich sein Vater als erbberechtigter Gesellschafter im Vorstand befand. Hans Carl Scheibler übernahm als Abteilungsdirektor die Düngemittelsparte und nach dem Tod seines Vaters auch die Position des Geschäftsführenden Gesellschafters der CFK. Im Jahre 1930 wurde Scheibler Namensgeber für den nach aufwändigen Forschungen entwickelten und in das Portfolio der CFK aufgenommenen Mineraldünger mit dem Markennamen Scheiblers Kampdünger, wobei Kamp für Kalk-Ammon-Phosphat stand. Dieses Produkt, entstanden aus einer Voll-Ammonisierung von Superphosphaten, zeichnete sich durch eine hohe Qualität, Körnung, Streufähigkeit und Lagerbeständigkeit aus. Darüber hinaus wurde Scheibler Mitglied des geschäftsführenden Ausschusses im Verein Deutscher Düngerfabrikanten, in dem sein Vater über viele Jahre den Vorsitz innehatte.
Im Verlauf des Zweiten Weltkrieges diente Scheibler als Oberstleutnant in der Wehrmacht und wurde hierbei im Rahmen der Besetzung Frankreichs von 1942 bis 1944 als Stadtkommandant von Nizza eingesetzt. Nach seiner Rückkehr war die CFK völlig zerstört und der spätere Aufbau oblag schwerpunktmäßig dem neuen Geschäftsführenden Gesellschafter Fritz Vorster, junior.
Neben seinen beruflichen Verpflichtungen war Hans Carl Scheibler auf vielfältige Art und Weise gesellschaftlich engagiert. So war er unter anderem Mitglied des Vorstandes der Rheinisch-Westfälischen Börse in Düsseldorf und verschiedener Aufsichtsräte. Ferner wurde er in der Nachfolge seines Vaters zum Honorarkonsul der Niederlande ernannt und gehörte der von Franz Schönberg und Robert Paul Oszwald Mitte der 1920er Jahre gegründeten Deutsch-Niederländischen-Gesellschaft in Köln an, deren Ziel es war, den Aufbau von freundschaftlichen Beziehungen zwischen beiden Ländern, besonders auf wirtschaftlichem, aber auch auf kulturellem Gebiet, voranzutreiben. Bis Ende 1937 bestand die Gesellschaft bereits aus fast 350 kooperativen und Einzelmitgliedern, darunter die Chemische Fabrik Kalk, der Arbeitsrechtler Hans Carl Nipperdey, der Kölner Oberbürgermeister Karl Georg Schmidt und der Geschichtswissenschaftler Franz Petri. Ferner setzte sich Scheibler gemeinsam mit dem Kölner Oberbürgermeister Konrad Adenauer und dem Germanisten Friedrich von der Leyen im Jahr 1929 maßgeblich für die Einrichtung eines Deutsch-Niederländischen Instituts an der Universität Köln ein, welches ein Jahr später nach dem Ausräumen zahlreicher Bedenken eröffnet wurde.
Scheiblers maßgebliches Engagement lag, geprägt durch sein familiäres Umfeld, in der Förderung der Kölner Kunstszene. Bereits ein Verwandter aus einer Vetternlinie seiner Familie, Ludwig Scheibler, war bis 1904 in der Direktion des Wallraf-Richartz-Museums (WRM) tätig, Hans Carls Ehefrau Lotte war Schülerin bei Ferdinand Nigg an der Kölner Werkschule sowie ab 1935 Vorsitzende der Ortsgruppe Köln der GEDOK und ihre Tante war die Kunstsammlerin Helene Kröller-Müller. Scheibler übernahm den Posten eines Schriftführers in der 1922 gegründeten Wallraf-Richartz-Gesellschaft, die sich 1929 mit dem 1857 gegründeten Kölner Museumsverein, einer Tochterinstitution des Kölnischen Kunstvereins (KKV), zusammenschloss. Zugleich fusionierten beide Vereine mit dem KKV und Scheibler wurde zunächst in gleicher Position eingestellt und übernahm von 1931 bis 1944 auch die Leitung des KKV. Darüber hinaus trat er ebenfalls 1929 dem neu gegründeten Verein der Freunde des Wallraf-Richartz-Museums bei, den er fortan bis 1941 in Stellvertretung und anschließend bis 1945 als Vorsitzender leitete. Während seines Kriegseinsatzes wurde er hier ebenso wie bei dem KKV sowohl von dem Bergwerksdirektor Gustav Brecht (1880–1965) als auch von Edith von Schröder, geb. von Schnitzler, Tochter des Industriellen Richard von Schnitzler und Gattin des Bankiers Kurt Freiherr von Schröder, maßgeblich vertreten.
Scheiblers Vorstandszeit beim KKV fiel in eine Zeit zunehmender politischer Einflussnahme durch den Nationalsozialismus auch auf das Kunstgeschehen. Dennoch war es ihm zu verdanken, dass der KKV sich ab 1933 weder gleichschalten ließ, noch in Opposition zum nationalsozialistischen Regime ging. Hierbei war für seine eigene Reputation die Mitgliedschaft im Marienburger Reitverein, welcher einem SA-Reitersturm einverleibt wurde, hilfreich, da sich hierdurch die Bedingung einer Mitgliedschaft in einer nationalsozialistischen Vereinigung für ihn erfüllt hatte. Obwohl der KKV ab 1935, wie die anderen Kunstvereine in Deutschland, der Reichskammer der bildenden Künste unterstellt worden war, setzte der KKV unter Scheiblers Leitung in seinem Ausstellungsprogramm immer wieder Künstler durch, die wie beispielsweise Emil Nolde (1935), August Macke (1933) und Friedrich Vordemberge (1939) eigentlich nicht genehm waren. Ebenso ging der KKV auch bei den großen Ausstellungen „Neue Deutsche Kunst“ (1935) und „Der Deutsche Westen“ (1939, 1942) vor, an denen der KKV aber auch die Deutsch-niederländische Gesellschaft oder das WRM beteiligt war. Darüber hinaus belasteten den KKV ständig erhebliche Finanzsorgen, die Scheibler oftmals beim zuständigen Ministerium ansprach, welche aber meist ablehnend beantwortet wurden und somit letztendlich nur durch den Verkauf von Bildern im Rahmen von Auktionserlösen eingedämmt werden konnten. Für seine langjährigen Verdienste im KKV wurde Scheibler 1957 schließlich zum Ehrenmitglied ernannt.
Neben diesen aufwändigen Beschäftigungen war Scheibler noch Mitglied im Union-Club von 1867, dem seit 1874 auch die Galopprennbahn Hoppegarten bei Berlin gehörte und der ab 1934 seinen Hauptsitz in Köln hatte. Einige deren Mitglieder, darunter auch Scheibler, sind im Anschluss an das Attentat vom 20. Juli 1944 auf Hitler wegen des Verdachts der aktiven oder passiven Mittäterschaft politisch überprüft worden.
Ferner gehörte Scheibler ab 1930 dem Club Rotary International an und war 1932 zusammen mit Joseph Klersch, Thomas Liessem und Otto Brügelmann Mitbegründer der „Freunde und Förderer des kölnischen Brauchtums e. V.“, die bereits ein Jahr später den ersten Veedelzög am Karnevalssonntag organisierten.
Nachdem bereits sein Vater damit begonnen hatte, die genealogischen Daten der Familie Scheibler in einem dritten Geschlechterregister, aufbauend auf den ersten beiden aus den Jahren 1791 und 1874, zu dokumentieren und 1895 herauszugeben, verfasste Hans Carl Scheibler zusammen mit dem Historiker und Volkstumsforscher Karl Wülfrath in den 1930er Jahren eine neue aktualisierte und ergänzte Ausgabe. Er publizierte diese in Form des ersten Bandes der Westdeutschen Ahnentafeln, die auf das Interesse der nationalsozialistischen Rassenforschung stießen. Die Auffälligkeit der Häufung bedeutender und erfolgreicher Unternehmer und Wissenschaftler in der weit verzweigten Familie innerhalb weniger Generationen ließ die Scheiblers als ein geeignetes Vorzeigeobjekt der rassisch argumentierenden Führer- und Elitenforschung erscheinen. Scheibler und Wülfrath kamen dabei zu dem Resultat, dass hinter der Verschwägerung der Sippen kein Zufall stehe, sondern „organisches Werden“.
Scheiblers Engagement für die Familientradition bewirkte zudem, dass er das Familienarchiv weiterführte, welches sein Vater im Roten Haus in Monschau eingerichtet hatte und wo die weltweite Unternehmertätigkeit der Familie im 18. Jahrhundert ihren Ausgang nahm. Schließlich veranlasste er per testamentarischer Verfügung, dass nach seinem Tod sowohl das Rote Haus als Ganzes als auch das Familienarchiv in die Stiftung „Scheibler-Museum Rotes Haus Monschau“ umgewidmet und dem Landschaftsverband Rheinland in Pulheim-Brauweiler als Depositum übertragen werden solle.

## Ehrungen
Hans Carl Scheibler wurde für seine vielfältigen Verdienste mit dem Eisernen Kreuz und dem Kriegsverdienstkreuz sowie dem Offizierskreuz des Königlich Niederländischen Ordens von Oranien-Nassau, dem Offizierskreuz des Ordens der Krone von Italien und dem Bundesverdienstkreuz 1. Klasse ausgezeichnet.

## Familie
Hans Carl Scheibler war verheiratet mit Lotte Müller (1894–1969), Tochter von Gustav Henry Müller (1865–1913), einem Reeder in Düsseldorf und Rotterdam und Bruder der Kunstsammlerin Helene Kröller-Müller. Das Ehepaar Scheibler hatte zwei Söhne und eine Tochter, wobei der älteste Sohn, Christoph Scheibler (1920–2010), im Zweiten Weltkrieg Ordonnanzoffizier von Claus Schenk Graf von Stauffenberg bei dessen Besuchen im Hauptquartier war. Nach dem Krieg bekleidete dieser einen Posten in der Industrie, wurde aber auch bekannt als Künstler für Abstrakte Malerei. Dessen Sohn aus seiner zweiten Ehe mit Irmelin geb. von der Goltz, Tochter des Juristen Rüdiger Graf von der Goltz, Aurel Scheibler (* 1960), wurde Kunsthistoriker und Galerist und eröffnete ab 1991 in Köln die „Galerie Aurel Scheibler“ für Zeitgenössische Kunst, die er 2006 nach Berlin verlegte und mit der er nach wie vor regelmäßiger Gast auf internationalen Kunstmessen ist. Nach dem frühen Tod (1977) von Christophs Scheiblers zweiter Gemahlin heiratete er 1980 noch Elisabeth, geb. Kerschbaumer (* 1927), die Witwe des Malers und Graphikers Ernst Wilhelm Nay, welche die Geschichte der Familie Scheibler verfasst hatte.
Der zweite Sohn von Hans Carl, Jürgen Scheibler (1922–1942), war im Russlandfeldzug ums Leben gekommen und die Tochter Christiane (1927–1992) heiratete später den Kölner Bankier und Präsidenten der Deutschen Börse Karl Oskar Koenigs (1924–1997), der sich ebenfalls in mehreren kunsthistorischen, sozialen und ökologischen Organisationen engagiert hatte.

## Werke (Auswahl)
- Hans Carl Scheibler und Karl Wülfrath: Westdeutsche Ahnentafeln. Bd. 1, Böhlau, Weimar 1939.